# Alexander Toponce
 (octobre 2014).
Alexander Toponce (né à Belfort, France le 10 novembre 1839 et mort 13 mai 1923) est un pionnier américain de la Conquête de l’Ouest aux États-Unis.

## L’aventurier
Le jeune Alexander a quitté Belfort avec ses parents en 1846, alors qu'il n'avait que 7 ans. Ils sont partis à Paris en fourgon, puis ont pris le train pour aller embarquer au Havre. Il a appris des rudiments d'anglais avec les marins, pendant la traversée de l'Atlantique. Les débuts à New York sont difficiles. Son père, Pete (sans doute Pierre), a quatre enfants à nourrir. En 1848, il décide de partir pour l'Ouest des États-Unis où de l'or vient d'être découvert dans une rivière. Le jeune Alexander n'a donc que 10 ans quand il commence à arpenter les pistes du désert vers l'Arkansas, La Nouvelle-Orléans et la route de Santa Fé.
Cow-boy, chercheur d'or, coursier du Pony Express, propriétaire de lignes de chariots de marchandises, maire de Corinne (Utah) près de Salt Lake City, shérif, éleveur de chevaux, directeur de ranch, constructeur de la Bonanza Road… Toponce était, dès le milieu du XIXe siècle, au côté des Pionniers mormons pour créer, entre les Montagnes Rocheuses et le plateau du Colorado, ce qui devint l'État de l'Utah.

## Homme d’affaires
On le retrouve cow-boy alors qu'il est encore adolescent, avant qu'il ne fasse une rencontre déterminante en 1857 - il n'a pas 18 ans ! - lorsqu'il soutient l'armée mormone de Johnston (guerre de l'Utah), en contribuant à ravitailler les troupes avec des chariots. Toponce, qui était franc-maçon, n'embrassera jamais leur religion, mais il gardera de cette époque des soutiens solides au sein de la communauté, qui lui permettront de développer ses affaires dans l'Utah et le Nevada.
Au début des années 1860, il est chercheur d'or. Mais ce qu'il voit autour de lui ne l'incite pas à persévérer dans cette voie, car c’est un entrepreneur né. « Cet homme-là avait toujours une idée pour faire fructifier un dollar », dira-t-on de lui à la fin de sa vie. Toponce, donc, voit bien qu'il y a mieux que chercher de l'or : vendre les produits de première nécessité aux campements d'orpailleurs qui fleurissent un peu partout. Il y a juste le désert à traverser, les indiens qui ne sont pas toujours commodes, et les voleurs de grand chemin. Il devient transporteur de marchandises comme le thé, la farine, le sucre ainsi que des pioches.
Alexander Toponce, qui a réuni pour 20 000 dollars de poussières d'or, va aussi se lancer dans le développement économique horizontal. Son entreprise de transport nécessitant des chevaux, il en élève dans le désert en les y laissant à l'état sauvage pour qu'ils s'endurcissent. Il garde les meilleurs pour les courses de chevaux où il s'est rapidement fait une réputation.

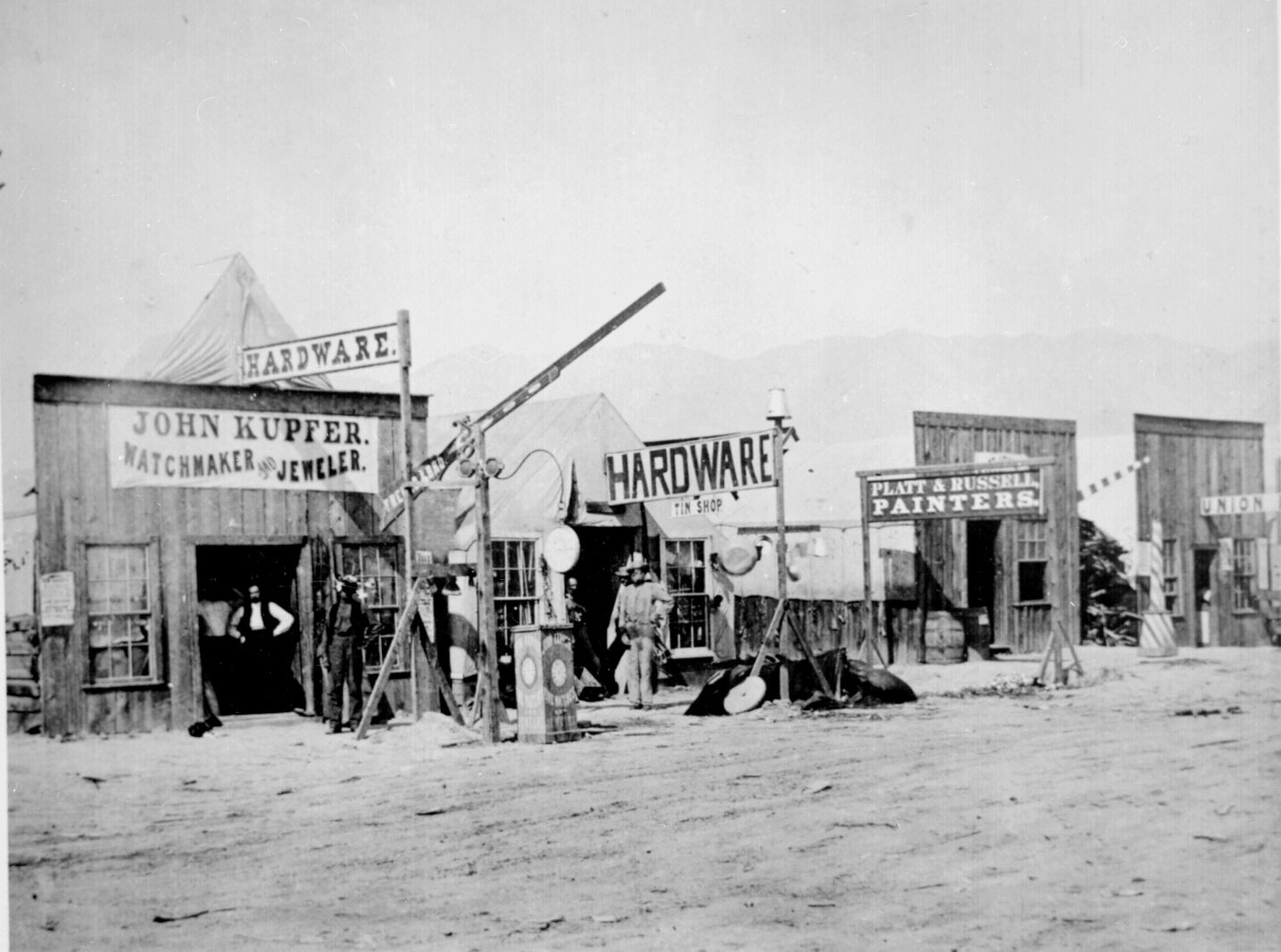
Corinne (1869), dont Toponce fut le maire

Comme il faut des relais sur le chemin, il contribue à créer la ville de Corinne (Utah), au nord de Salt Lake City, où il installe ses stocks de marchandises et ses chariots. Il devient d'ailleurs le maire de la localité. Il se fera aussi élire shérif afin de pourchasser, dans le désert, les voleurs de chevaux.

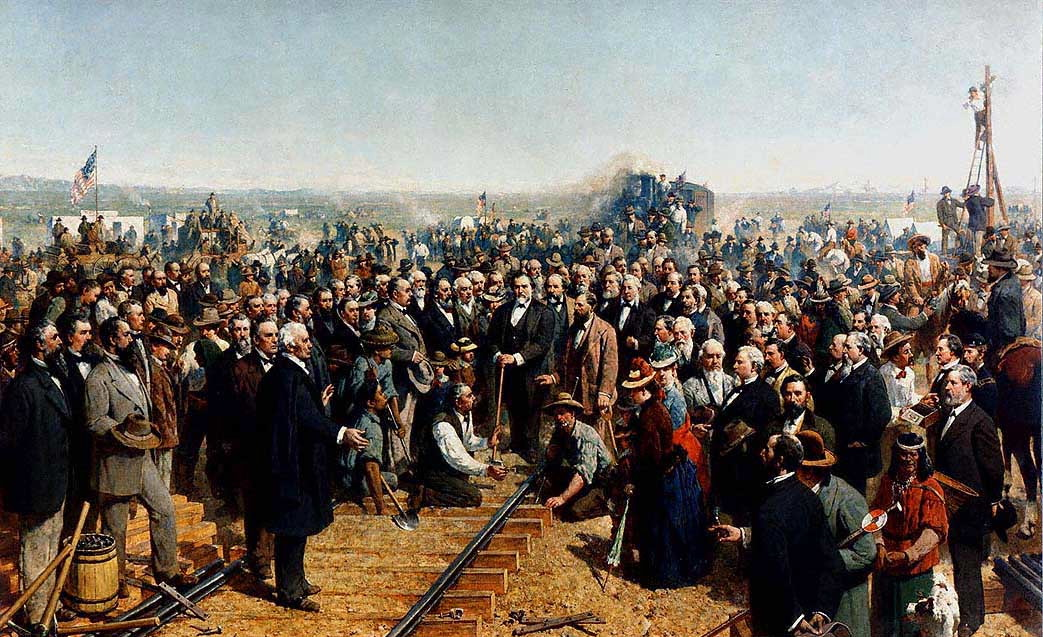
Le dernier crampon (1881) par Thomas Hill

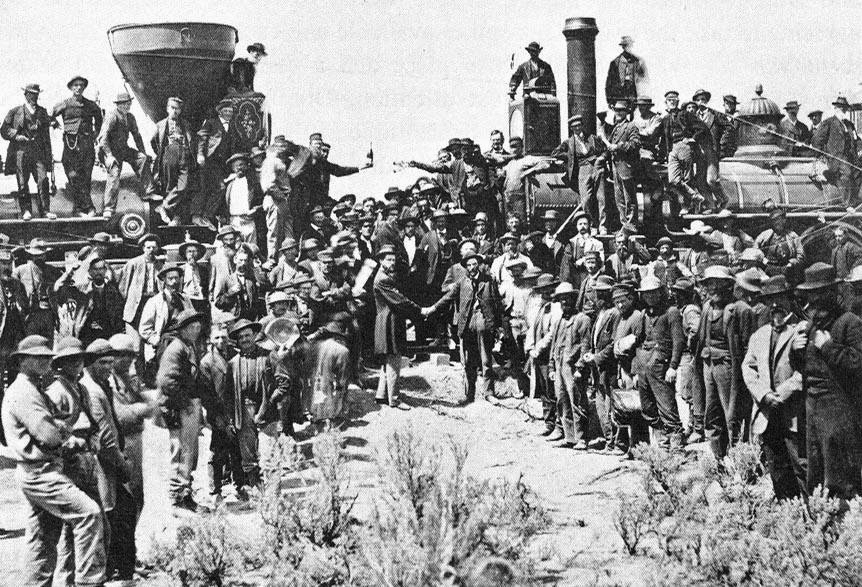
La jonction des chemins de fer de l'Union Pacific et de la Central Pacific en 1869.

La construction du chemin de fer est difficile dans le Far West. Toponce est là, avec ses chariots, pour fournir aux chantiers de Union Pacific Railroad Company l'approvisionnement des ouvriers en viande de bœuf et en vivres. Il participa à la cérémonie du Golden Spike (crampon d’or) ou la pose du dernier crampon qui marqua la jonction des deux voies du chemin de fer à Promontory Summit, constituant ainsi le Premier chemin de fer transcontinental.
Et comme l'élevage prend de l'ampleur, il trouve des capitaux auprès d'Irlandais pour fonder un ranch de 20 000 hectares dans l’Idaho, dont il devient le manager général. L'affaire se terminera par un différend entre associés, qui sera tranché, en sa faveur, par la Cour suprême des États-Unis le 18 mars 1894.
Il n'y avait pas de route pour des chariots entre Challis et Bonanza ; avec 35 000 dollars et une centaine d'hommes, il construit une route qui traverse les montagnes : la « Bonanza road », aujourd’hui la Nevada State Route 579 qui aboutit dans le centre de Las Vegas. En 1879, la ligne de Toponce, effectue chaque jour, avec des chariots tirés par quatre chevaux, le transport de marchandises à travers le désert sur une distance de 250 km. Et comme il l'écrit dans ses mémoires, une bonne année, pour lui, était une année sans mort parmi son personnel, sans accident sérieux et sans hold-up. Il s'est finalement éteint dans son lit en 1923, à l'âge de 83 ans à Ogden (Utah).

## Toponce, Toupence, Toupance?

### Dans le territoire de Belfort
À Belfort, Toponce est un parfait inconnu et n'existe pas dans le Territoire de Belfort. En revanche, celui de Toupence s'y rencontre depuis au moins le début du XVIIIe, et celui de Toupance est assez courant en Franche-Comté. À Belfort, le conservateur des archives municipales est formel : il n'y a pas eu d'Alexandre Toupance ou Toupence né le 10 novembre 1839 à Belfort. Il a pu, aussi, naître dans une autre localité du Territoire de Belfort, les Toupence se rencontrant plutôt dans le nord du département.

### Aux États-Unis
Aujourd'hui, Alexander Toponce est régulièrement cité par la nouvelle génération des historiens américains en raison de la publication, juste après la Première Guerre mondiale, de ses mémoires qui donnent une vision précise et réputée juste de la conquête du Sud-Ouest des États-Unis. Ce texte, qui n'existe qu'en anglais, débute ainsi : « Mon nom est Alexander Toponce. Je suis né à Belfort, France, le 10 novembre 1839 ».
Dans les livres américains évoquant les pionniers les plus connus de la conquête de l'Ouest, Alexander Toponce apparaît entre Buffalo Bill et Laura Ingalls Wilder (auteure du livre « La petite maison dans la prairie »).
On sait qu'Alexander Toponce avait une sœur et deux frères, nommés Peter et Chester dans ses mémoires, qui sont morts au combat pendant la Guerre de Sécession. Le nom de Toponce se rencontre encore aujourd'hui autour de Salt Lake City. Un ruisseau, réputé pour ses poissons, porte le nom de « Toponce Creek », à 200 km au nord de Salt Lake City, entre Pocatelo et Montpelier. Par ailleurs, dans la forêt nationale de Targhee, près de Garland dans l'Utah, un canyon Toponce est traversé par une «' 'route du canyon Toponce ».

## Sources
- Extrait de l’article de l’ « Est magazine » du 26 décembre 2010, signé « Philippe Piot », d’après les recherches d’un jeune Belfortain de 20 ans, Jordan Lahmar, étudiant en master d'Histoire à Besançon.
- Le livre « Réminiscences of Alexander Toponce, pioneer, 1839-1923 » (248 pages) a été publié en 1923 par son épouse, Katie Toponce. Il a été réédité en 2006, par Kessinger Publishing LLC,